# Molukse purperspreeuw
De Molukse purperspreeuw (Aplonis mysolensis) is een vogelsoort uit de familie Sturnidae.

## Verspreiding en leefgebied
Deze soort komt voor in Indonesië en telt twee ondersoorten:
- A. m. mysolensis: de Molukken en West-Papoea.
- A. m. sulaensis: de Banggai-eilanden en de Soela-eilanden.